# 손끝의 밀크티
《손끝의 밀크티》(일본어: ゆびさきミルクティー)는 미야노 도모치카(宮野ともちか)가 그린 만화로, 여장 취미가 있는 고등학생 이케다 요시노리를 중심으로 한 여러 사람들의 관계를 다룬다. 하쿠센샤의 영 애니멀 지에 2003년 1월부터 연재되기 시작했으며, 대한민국에는 학산문화사가 15세 이상 등급으로 출판하고 있었으나 내용상의 문제로 6권부터는 19세 미만 구독 불가 등급으로 발매하고 있다. 미야노 도모치카의 초기 단편 3개를 수록하고 있으며(1권 2개, 2권 1개), 2004년 7월 23일에 드라마 CD가 발매되었다.

## 줄거리
이제 막 고등학교에 입학한 남학생 이케다 요시노리는, 데이트에 나간 누나를 대신해 사진관에 모델 아르바이트를 하러 가서 신부의 드레스를 입고 촬영하게 된다. 그는 이것을 계기로 여장의 매력에 빠지지만, 이에 대해서는 주변 사람들에게 비밀로 하고 있었다. 어느날 그는 여장한 상태에서 어린 시절부터 알고 지낸 중학생 여자아이 모리이 히다리를 만나고, 자신의 이름을 "유키"라고 둘러댄다. 한편, 같은 반 여학생인 쿠로카와 미나모는 모범생이지만 사람들, 특히 남자를 대하는 데 서투르다. 요시노리는 미나모에게 여장한 상태로 접근하지만, 미나모는 그의 정체를 한눈에 눈치챈다. 아직 유키의 정체를 눈치채지 못한 히다리는 유키에게 요시노리에 대한 연심을 고백하고, 세 사람 사이의 관계는 복잡하게 얽혀간다.

## 등장인물
- 26화(단행본 4권에 수록)에서 등장인물들이 한 학년씩 올라가며, 아래의 등장인물 설명은 26화 이후를 기준으로 한다. 따라서 요시노리는 처음 등장할 때는 고등학교 1학년이다.

### 주연
이케다 요시노리(유키, 일본어: 池田由紀(ユキ)): 요시노리는 이야기의 주인공으로, 누나를 대신해 모델 아르바이트를 한 것을 계기로 여장을 시작한다. 도립 오우미 고등학교 2학년. 그가 여장한 상태에서 사용하는 이름인 '유키'는 일본어에서 '요시노리'와 같은 한자를 쓰지만, 원문에서는 가타카나로 표시되어 있다. 키는 고등학교 입학 시점에서 161cm, 1권 중반에서는 169cm.
모리이 히다리(森居左): 요시노리가 어린 시절부터 알고 지낸, 옆집에 사는 여자아이. 요시노리가 졸업한 중학교의 3학년. 요시노리를 좋아하고 있지만, 대체로 어린애 취급 받는 것에 대해 불만이다. 운동을 좋아하고 활발한 성격이라, 가끔 다리 등에 상처가 나기도 한다. 초등학생 때 태권도 학원에 다녔으나 중학생이 되면서 가사를 위해 그만두었다. 요시노리의 누나인 미키를 존경하고 있다. 8권에서 잠시 도수가 없는 안경을 쓴다.
쿠로카와 미나모(黒川水面): 요시노리와 같은 반의 여학생. 한국어판 1권에서 이름이 "미나토"로 오역되었으며, 또한 한국어판의 곳곳에 성이 "쿠로가와"로 나온다. 공부를 잘 하며, 2권 쯤에서 히다리의 과외 교사가 된다. 미나모는 요시노리의 여장을 첫눈에 알아채고, 그의 여장을 "유키"가 아닌 "캐서린"으로 부르며 놀려댄다. 5권에서 만 17세가 된다.
타카즈키 와타루(高槻亘): 요시노리의 절친한 친구로, 중학생때 같은 축구부에서 활약했다. 유키의 정체를 눈치채지 못한 채 "그녀"에게 반하고, 미나모의 주선으로 데이트를 하게 된다. 68화에서 유키의 정체를 알게 된다.
카가미 스미카(加賀見栖): 히다리와 같은 반의 여자아이. 히다리를 좋아한다. 과거에 삼촌과의 근친상간 경험이 있었다.

### 조연
고야마 쿠니히코(小山): 요시노리가 일하는 '고야마 사진관'의 점장이다.
이케다 미키(池田未記): 요시노리의 누나로, 24세의 회사원이다. 요시노리와 단둘이 살고 있다.
시바 리에코(일명 "시바리에"): 1권 2화에 딱 한 컷 나온 뒤, 8권이 되어서야 본격적으로 등장한다.
아케미: 고야마 사진관의 메이크업 담당.
모리이 사치: 히다리의 어머니. 작품이 시작되기 이전에 사망했다.
노기 토우코: 농구부 여자아이, 요시노리와 동급생. 유키와 일대일 농구 시합을 하면서 그의 정체를 알게 된다. 100미터를 13초에 달린다. 코다마 치카와는 초등학교 때부터 줄곧 같은 학교. 한국어판 7권에는 이름이 "토코"로 언급된다.
사쿠라: 히다리와 같은 반 남자아이. 히다리에게 고백하지만 거절당한다.
모리이 유스케: 히다리의 아버지. 부인인 사치가 죽은 뒤로 혼자서 히다리를 키워 왔다.
치가야 노부코: 와타루를 좋아하는 축구부 매니저 여자아이. 오우미 고등학교 1학년.
홋타 요리: 카가미가 소속된 여자 축구부의 주장으로, 히다리와 같은 학년이다. 히다리와는 4권에서 함께 달리기를 하면서 처음 만났다.
요시노리의 부모: 부부관계가 좋지 않아, 현재 별거 혹은 이혼 상태로 보인다. 5권에서 미키는 파경 과정을 어머니 입장에서 묘사한다.
카가미(加賀見): 사진가이며, 고야마의 친구이고, 스미카의 삼촌이다. 요시노리의 사진을 보고 그의 재능을 눈치챈다.
코다마 치카: 요시노리와 같은 반의 남학생. 미술에 재능이 있어 여러 상을 수상했다.

## 단편 및 번외편
(1권 수록 단편) 〈살색 소다수〉: 수영을 못하는 카즈히로를 쿠사나기가 돕는다.

등장인물: 카즈히로(남주인공), 쿠사나기(여주인공, 카즈히로와 동급생), 히데노리(카즈히로의 친구)
(1권 수록 단편) 〈거센 빗발〉: 소우는 어린 시절 친하게 지냈던 미도리코에 대해 부담을 느낀다.

등장인물: 무로이 미도리코(여주인공), 소우(남주인공, 미도리코보다 상급생)
(2권 수록 단편) 〈reason〉: 유키히로는 누나인 리츠카를 피하기 위해 가출하지만, 집에 나즈나가 있는 상태에서 리츠카의 방문을 받게 된다.

등장인물: 유키히로(남주인공), 리츠카(여주인공, 유키히로의 누나), 세리 나즈나(여주인공, 유키히로와 동급생)
(5~7권 수록 번외편) 〈여동생은 우등생〉 - 밀크티의 여주인공 미나모의 과거 이야기. 미나모의 오빠는 미나모를 좋아하지만, 남매라는 사실로 인해 결국 동생을 포기한다. 3화 완결.

등장인물: 쿠로카와 미나모, 쿠로카와 마리모, 미나모의 어머니, 리츠(미나모와 동급생), 마리모의 여자친구(곧 헤어짐)

## 기타 정보
- 밀크티의 첫 등장인물은 요시노리도 히다리도 아닌 "어여쁜 신부". 유키와 동일인물인지의 여부는 작품 중에서 밝혀지지 않는다.
- 원제 유비사키 밀크티(ゆびさきミルクティー)의 첫 단어인 "유비사키"의 첫 글자와 마지막 글자를 따면 "유키"가 된다.
- 히다리, 스미카, 사쿠라는 같은 반, 료는 다른 반. 3권에서 편지의 배달 경로는 료 -> 사쿠라 -> 히다리 -> 스미카.
- 유키의 정체를 스스로 눈치챈 사람은 미나모와 치카의 2명 뿐.
- 5권에서 인데이즈의 <손끝의 질투>라는 곡이 언급된다. 가사에 밀크티가 나온다.
- 80 ~ 83화에서, 히다리와 성관계가 4번 이루어진다. 그 외에 성관계는 없다. 요시노리가 미나모와의 관계를 위해 콘돔을 구입한 것은 2회.